# Navojni umetak
Navojni umetak služi za popravak uništenog navoja u provrtu (svjećica u automobilu), za umetanje u mekane materijale gdje osigurava trajni navoj (drveni dijelovi), za umetanje u tanke limove gdje nema dovoljno mjesta za izradu navoja, za umetanje u odljevke da bi se izbjegla naknadna strojna obrada.